# موهان ردی
موهان ردی (انگلیسی: B. V. R. Mohan Reddy؛ زادهٔ ۱۹۵۰) کارآفرین اهل هند است، که در سال ۱۹۹۱ شرکت سینت را تأسیس کرد.